# Bataille de Salt River
La Bataille de Salt River (« Bataille de la Rivière Salée ») est un petit engagement militaire  entre l'équipage d'une flotte portugaise dirigée par Francisco de Almeida et les indigènes Khoïkhoïs, remarquable pour être la première rencontre militaire entre Européens et autochtones dans ce qui deviendra plus tard l'Afrique du Sud. La bataille aboutit à une victoire des Khoïkhoïs.

## Contexte
Après avoir remporté la Bataille de Diu dans l'Océan Indien, Almeida s'embarque pour le Portugal en décembre 1509 et atteint la Baie de la Table près du Cap de Bonne-Espérance, où le Garcia ,  Belém  et  Santa Cruz  jettent l'ancre fin février 1510, pour faire le plein d'eau. Là, ils rencontrent la population indigène locale, le peuple Khoïkhoï . Après un échange amical avec les Khoïkhoïs, un groupe de 12 ou 13 membres de l'équipage  visitent leur village voisin ,.
Les récits diffèrent sur ce qui s'est passé dans le village Khoïkhoï, quant à savoir si les Portugais déclenchent les hostilités en tentant de voler du bétail ou si les Khoïkhoïs tentent de voler des objets aux Portugais . Les Portugais sont chassés du village vers leurs navires, sur quoi ils supplient Almeida de se venger. Les officiers portugais débattent longuement sur l'opportunité de prendre des mesures de représailles, et Almeida accepte finalement de mener un raid punitif le lendemain matin.
L'historien portugais du XVIe siècle Gaspar Correa blâme les marins portugais pour avoir déclenché l'altercation dans le village et note que les Khoïkhoïs se méfient probablement déjà de la présence portugaise, craignant qu'ils ne s'établissent dans la région. Almeida déclare avant la bataille qu'à son avis, ses propres hommes sont probablement responsables des hostilités .

## Bataille

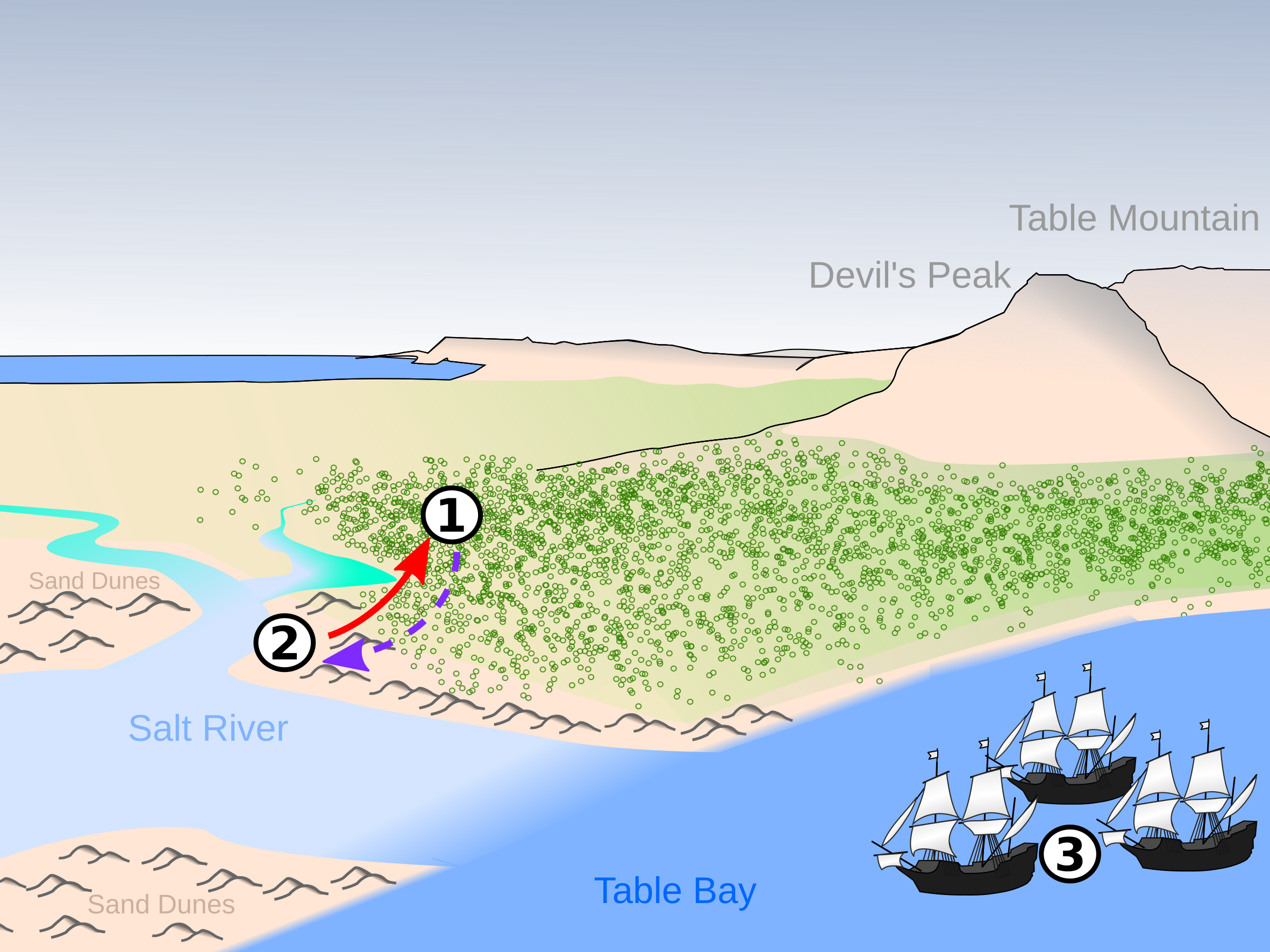
1: Emplacement estimé du village Khoïkhoï
2: Lieu estimé de la mort de Francisco de Almeida et de son équipage
3 : Flotte portugaise
Route d'attaque portugaise
Route de retraite portugaise

Almeida permet à ses capitaines Pedro et Jorge Barreto de retourner au village le matin du 1er mars 1510 avec une force d'environ 150 hommes armés d'épées, d'arbalètes ainsi que de lances pour attaquer le village. L'historien militaire sud-africain Willem Steenkamp spécule que les Khoïkhoïs laissent les Portugais avancer à l'intérieur des terres afin de pouvoir les affronter de près lorsqu'ils pénètrent dans les zones densément boisées . Les Portugais atteignent le village qu'ils trouvent désert à l'exception de quelques enfants et du bétail  que les Portugais commencent à enlever et à voler ,.
Une force d'environ 170 Khoïkhoïs contre-attaque avec des pierres, des lances à pointe de bois durci au feu et des flèches empoisonnées. Les Khoïkhoïs déploient également du bétail spécialement entraîné qui répond à des sifflets et des cris spécifiques . Lorsque les armes des Khoïkhoïs se révèlent inefficaces contre les Portugais, ils utilisent leur bétail comme boucliers mobiles, se cachant derrière eux, et en lançant avec précision des lances et des pierres sur les Portugais, les forçant à se retirer sur la plage de ce qui fait aujourd'hui partie de Salt River, près du Cap ,.
Alors que le capitaine du vaisseau amiral, Diogo d'Unhos, déplace les bateaux de débarquement vers un point d'eau plus en amont de la plage, les Portugais se retrouvent sans retraite lorsqu'ils atteignent la plage. Les Khoïkhoïs sentent l'opportunité d'une attaque, au cours de laquelle Almeida et 64 de ses hommes périssent, dont 11 de ses capitaines . Un certain nombre de combattants portugais capturés sur la plage réussissent à survivre à la bataille en se retirant plus haut sur la plage jusqu'aux bateaux de débarquement aux points d'eau. Le corps d'Almeida est retrouvé l'après-midi et enterré sur le rivage près de l'endroit où il est mort .

## Conséquences

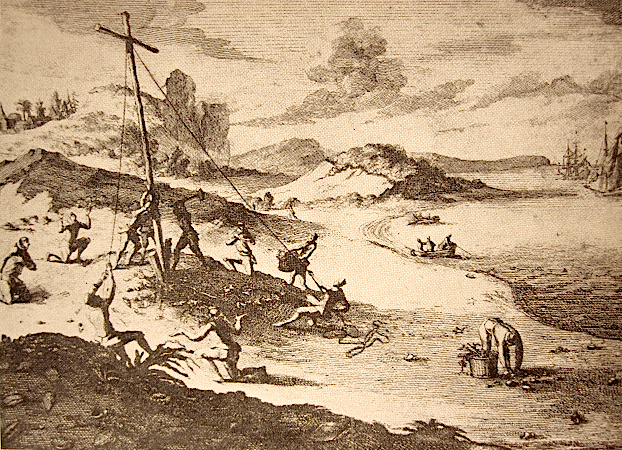
Marins portugais érigeant une croix sur la tombe d'Almeida à Salt River deux ans après la bataille en 1512.

Cette défaite est un embarras militaire notable pour les Portugais et conduit à une application plus stricte de leur politique antérieure consistant à ne pas débarquer de navires dans la région. Cela vaut aux Khoïkhoïs de la région une réputation de férocité parmi les nations européennes. La directive portugaise de ne pas débarquer de navires dans la région les désavantage à long terme par rapport à la Compagnie néerlandaise des Indes orientales, la Compagnie britannique des Indes orientales et la Compagnie française des Indes orientales, lorsqu'ils se disputent le commerce et l'influence dans l'océan Indien, car leurs concurrents débarquent sur la côte pour se réapprovisionner .